# UNIVAC II

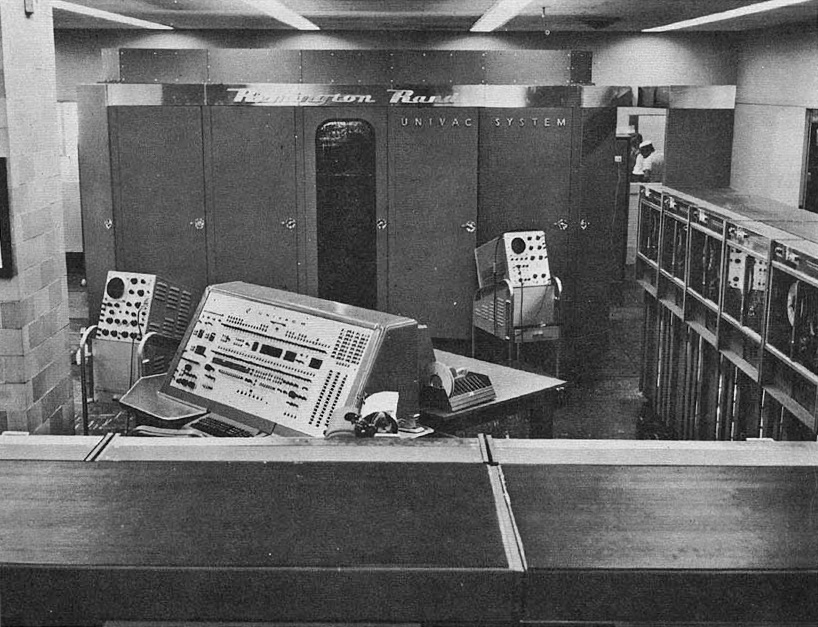
UNIVAC II Photo by U. S. Navy Electronics Supply Office

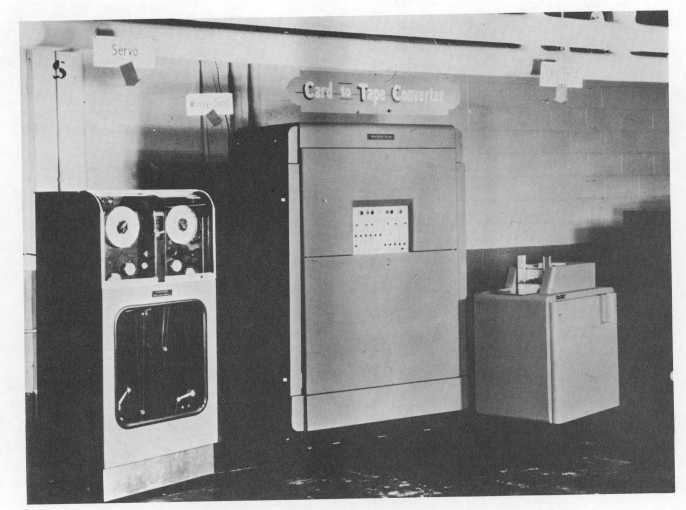
UNIVAC Card to Tape Converter (Mitte), Uniservo Magnetband (Rechts)

Die UNIVAC II war ein in den USA hergestellter Großrechner der Baureihe Universal Automatic Calculator. 
Die UNIVAC II war eine Weiterentwicklung der UNIVAC I. Ausgebaut wurde vor allem der Hauptspeicher auf 2.000 bis 10.000 Maschinenworte, UNISERVO II Magnetbänder, welche entweder die alten UNIVAC I Magnetbänder oder die neuen auf Mylar basierenden Bänder benutzen konnten. Einige Schaltkreise wurden auf der Basis von Transistoren implementiert (die UNIVAC II war immer noch röhrenbasiert). Die UNIVAC II war vollständig kompatibel zur UNIVAC I, dies sowohl in Bezug auf die Programminstruktionen als auch die Datenstrukturen.

## Eigenschaften
- Interne Numerische Kodierung: binär codiertes Zehnersystem
- Bytelänge Maschinenwort: 12
- Bytelänge Instruktionscode: 6
- Arithmetisches System: Festkommazahl
- 5200 Vakuumröhren
- 18.000 Kristalldioden
- 120 Transistoren
- Stromverbrauch: 124,7 kW
- Höhe: 2,6 m
- Länge: 4,4 m
- Gewicht: 7257 kg
- Trommelspeicher à 10.000 Maschinenworte
- Magnetbänder UNISERVO-II 100 in/sec
- Keyboard
- Lochkarten nach Magnetbandkonvertierer 240 Karten/Minute
- Papier nach Magnetbandkonvertierer 200 Zeichen/Sekunde

## Kunden
Die UNIVAC II wurde bei verschiedenen Kunden eingesetzt: Bei der US Navy, welche die Maschine zur Inventarverwaltung benutzte, dem US Department of Agriculture, welche die Maschine für Berechnungen und Transaktionsverwaltung im Rahmen des „Grain Price Support Programs“ in 31 Bundesstaaten verwendete, der Metropolitan Life Insurance Company, welche vier Maschinen besaß und die Maschinen zur Gehaltsabrechnung, Debitorenbuchhaltung, Rechnungstellung und sonstigen versicherungstechnischen Berechnungen einsetzte, der Pacific Life Insurance Company mit ähnlichem Einsatzgebiet wie bei der Metropolitan Insurance, sowie bei der United States Steel Corporation, welche die Maschine zur Lösung von mathematischen Aufgabenstellungen verwendete.